# Graphite
Graphite – szósty studyjny album grupy muzycznej Closterkeller. Wydany został 26 kwietnia 1999 roku nakładem Metal Mind Productions. Angielskojęzyczna edycja albumu ukazała się w 2003 roku. Nagrania zostały zarejestrowane w marcu 1999 roku w studio Q-Sound. W ramach promocji do utworów „Na krawędzi” i „Czas komety” zostały zrealizowane teledyski.
W czasopiśmie branżowym „Teraz Rock” wystawiono polskiej wersji płyty ocenę 5 na 5, anglojęzycznej, zaś 3 na 5.

## Lista utworów
Opracowano na podstawie materiału źródłowego.
| Edycja polskojęzyczna 1. „Ate” – 4:05 2. „Na krawędzi” – 4:21 3. „Syrenka” – 3:29 4. „Perła” – 7:12 5. „Inny obszar” – 5:14 6. „Sztuka ambicji” – 3:42 7. „Ewa i Adam” [bonus DG] – 4:49 8. „Dwa dni” [bonus DG]– 3:46 9. „Zaklęta w marmur” – 4:34 10. „Czas komety” – 3:56 11. „Rozbijacz symboli” – 4:11 12. „Miłość za pieniądze” – 3:33 13. „Fortepian” – 5:15 14. „Graphite” – 7:01 | Edycja angielskojęzyczna 1. „Athe” – 4:05 2. „Somewhere Inbetween” – 4:21 3. „The Mermaid” – 3:29 4. „The Pearl” – 7:12 5. „The Secret Place” – 5:14 6. „The Ego Game” – 3:42 7. „Eve and Adam” – 4:49 8. „Two Days” – 3:46 9. „Marble-Enchanted” – 4:34 10. „The Reign of the Comet” – 3:56 11. „The Symbol Shatterer” – 4:11 12. „Love for Money” – 3:33 13. „The Piano” – 5:15 14. „Graphite” – 7:01 |

## Twórcy
Opracowano na podstawie materiału źródłowego.
| - Anja Orthodox – śpiew, keyboard, produkcja, ścieżka multimedialna - Paweł Pieczyński – gitara - Krzysztof Najman – gitara basowa, produkcja - Michał Rollinger – keyboard - Tomasz Wojciechowski – keyboard - Jacek Gawłowski – keyboard - Gerard Klawe – perkusja |  | - Tomasz Dziubiński – produkcja - Jacek Gawłowski – realizacja nagrań, mastering - Tomasz „Graal” Daniłowicz – projekt graficzny - Edward Wosk – zdjęcia - Marcin Wegner – zdjęcia - Grzegorz Kozłowski – ścieżka multimedialna |